# Перротта, Джузеппе
Джузеппе Перротта (итал. Giuseppe Perrotta; 19 марта 1843 года, Катания, королевство Обеих Сицилий — 16 февраля 1910 года, Катания, Королевство Италия) — итальянский композитор близкий веристам. Его имя присвоено национальному конкурс музыкантов в Катании.

## Биография
Джузеппе Перротта родился в Катании, в королевстве Обеих Сицилий 19 марта 1843 года. По семейной традиции получил юридическое образование, но отказался от карьеры адвоката ради профессионального занятия музыкой. С 1861 по 1870 обучался музыке у Дженерозо Сансоне.
Дебютировал как композитор сборником «Симфоническая музыка» (итал. Musica sinfonica) в 1870 году. В 1876 году в издательском доме Канти в Милане вышел его сборник «Альбом камерного вокала» (итал. Album vocale da camera), куда вошли шесть сочинений: «Интимно» (итал. Dall'Intimo), «Я больше не люблю» (итал. Non ho più amor), «Время любить» (итал. Ora è di amor), «Той, что молю» (итал. Allor che taci), «Поцелуй» (итал. Un bacio), «Целуй меня ещё» (итал. Baciami ancor). Вскоре был издан ещё один альбом композитора – «Вокруг Этны» (итал. Accanto all'Etna). Оба сборника были благосклонно приняты критиками.
В 1878 году композитор издал «Альбом трёх фуг» (итал. Album di tre fughe). Им также были написаны оперы «Бьянка ди Лара» (итал. Bianca di Lara) по либретто Стефано Интердонато, «Граф Янно» (итал. Il Conte Janno) по либретто Уго Флереса, «Триумф любви» (итал. Il trionfo di Amore) по либретто Джузеппе Джакозы, комическая опера «Горная дудка» (итал. Il piffero di montagna) по либретто своего брата Агатино Перротты. Все эти сочинения также имели успех у критики, но ни одно из них не было поставлено при жизни автора.
Джузеппе Перротта был дружен с земляками, писателями Луиджи Капуана и Джованни Верга. Луиджи Капуана написал для него либретто «Роспус» (итал. Rospus), которое он так и не смог положить на музыку. Главным сочинением композитора стала симфоническая поэма «Сельская честь» (итал. Cavalleria Rusticana), по роману другого товарища, Джованни Верги, состоящая из двух частей: «Ночь. — Голос любви. — Беспекойства Сантуцци» и «Пасха. — Ревность. — Трагический финал». Несмотря на рекомендации автора текста, издательский дом Рикорди отказался издать сочинение. В дальнейшем композитор написал несколько романсов на стихи сицилийского поэта Эмануэле Наварро делла Миралья, один из которых — «Песня моряка» (итал. Il canto del marinaio) посвятил композитору Арриго Бойто.
Смерть горячо любимой жены в 1889 году ввергла его в глубокий душевный кризис. Последние годы Джузеппе Перротта провёл затворником в имении Чибали под Катанией, где 16 февраля 1910 года выстрелом из револьвера покончил жизнь самоубийством. Гражданская панихида по нему прошла в театре Винченцо Беллини в Катании.

## Творческое наследие
Творческое наследие композитора включает 4 оперы, произведения для вокала и сочинения камерной музыки.